# Alternance (arboriculture fruitière)
Pour les articles homonymes, voir Alternance.
Ne doit pas être confondu avec l’alternance des cultures ou rotation des cultures.
En arboriculture fruitière, l'alternance ou alternance biennale, parfois en français saisonnement, est un phénomène cyclique bisannuel affectant les arbres fruitiers qui voit se succéder une année avec une forte production de fruits à une année avec peu de fruits, voire aucun. Les nombreux fruits des années à forte production (ou on year) sont petits, en revanche l'année suivante (ou off year) les fruits sont gros et clairsemés, et il a été montré que la qualité nutritionnelle du fruit en est affectée,.
La régulation bisannuelle du stock de glucides à l'origine de l'alternance des arbres fruitiers est à ce jour imparfaitement décrite. Grâce aux progrès actuels de la génétique, la genèse et la chronologie de l'induction florale sont de mieux en mieux connues, étape indispensable à sa maitrise raisonnée. Les causes de sa simultanéité chez tous les individus d'une même espèce et sur des zones géographiques souvent immenses ne sont pas connues.
Son impact économique négatif est combattu par les pratiques culturales multiples. « Elle est très accentuée chez les arbres ne recevant aucun soin cultural » écrivent Henri Boulay et Philippe Mainié.

## Le phénomène de l’alternance chez les fruitiers cultivés

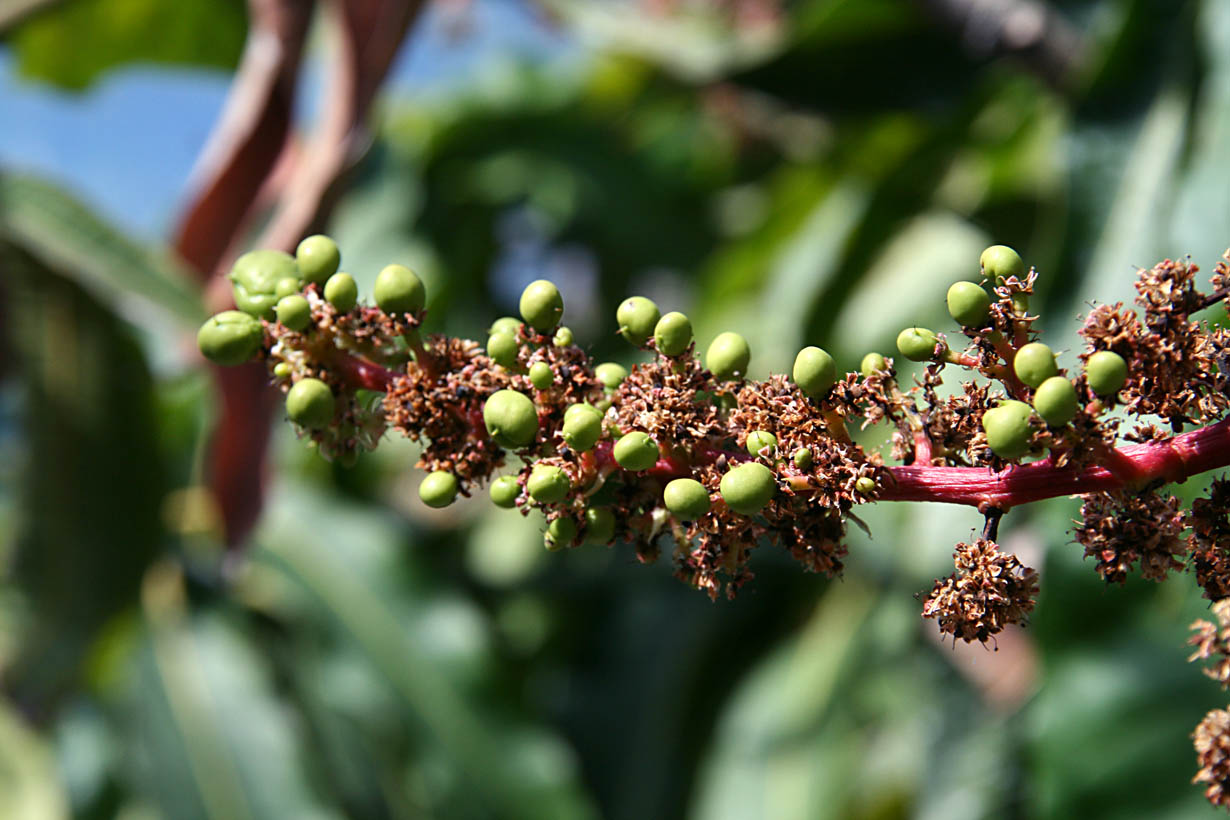
Nouaison du manguier en année on year.

L'alternance biennale touche notamment : certains agrumes et en particulier les mandariniers, l'avocatier,, le caféier (particulièrement l'arabica), le très sensible caroubier, le cocotier, le dattier,, l'épine-vinette, certains figuiers, le jojoba, le kiwi, le lichi, le longanier, le manguier, le néflier commun, le néflier du Japon, le noyer du Queensland, l'olivier, le pacanier, le palmier à huile, le pêcher (dont les très alternants : Benoni 2, Dugelay Sanguine, Madeleine Blanche, Sanguine de la Thomassine), le plaqueminier (Diospyros kaki), le pistachier, le poirier (spécialement les cultivars Conférence, Docteur Jules Guyot, Louise Bonne d'Avranches, Alexandrine Douillard), le poivrier, le pommier (cultivar sensible Reine des reinettes, peu sensible Royal Gala, Fuji, Ecolette), le prunier inégalement selon les cultivars la Reine Claude produit un an sur deux en l'absence de taille ou d’éclaircissage,, les variétés tardives étant les plus sensibles. Le safoutier femelle est très sensible, la vigne selon les cultivars,.
Ses conséquences économiques négatives suscitent depuis longtemps recherches, croyances et expérimentations. La compréhension du mécanisme s'améliore au XXe siècle. André Gallais et Hubert Bannerot écrivent (1992) : « La régularité des productions annuelles est un caractère de l'arbre fruitier aussi important que le potentiel de production ». Le XXIe siècle met en oeuvre la génétique et nous permet, grâce à la mondialisation de la connaissance, une vision de l'étendue du phénomène.

### Les fruitiers sauvages
L'alternance touche de même les arbres sauvages et la sylviculture : « Les forestiers ont remarqué que la couche ligneuse formée par le hêtre et l'épicéa pendant les années de fructification est toujours plus faible que celle qui se dépose pendant les années de stérilité » H. Schacht, Humbold. Mast en allemand et en anglais, olden en danois, désignent les fruits, akènes ou noix forestiers (spécialement du hêtre, du chêne et du châtaignier), parfois l’époque de leur maturité. Mastjahr en allemand, Mastjaar en néerlandais sont les années de forte production soit environ tous les quatre ans pour ces espèces sylvestres. Ces termes appartiennent au vocabulaire des chasseurs ou des éleveurs dont les bêtes consomment ces fruits sauvages et non à l’arboriculture fruitière. Ils sont aujourd’hui repris dans les travaux sur l’irrégularité de la production fruitière spontanée et son rapport avec l’environnement ou l’économie rurale.

### Isochronie généralisée à tous les fruitiers non démontrée

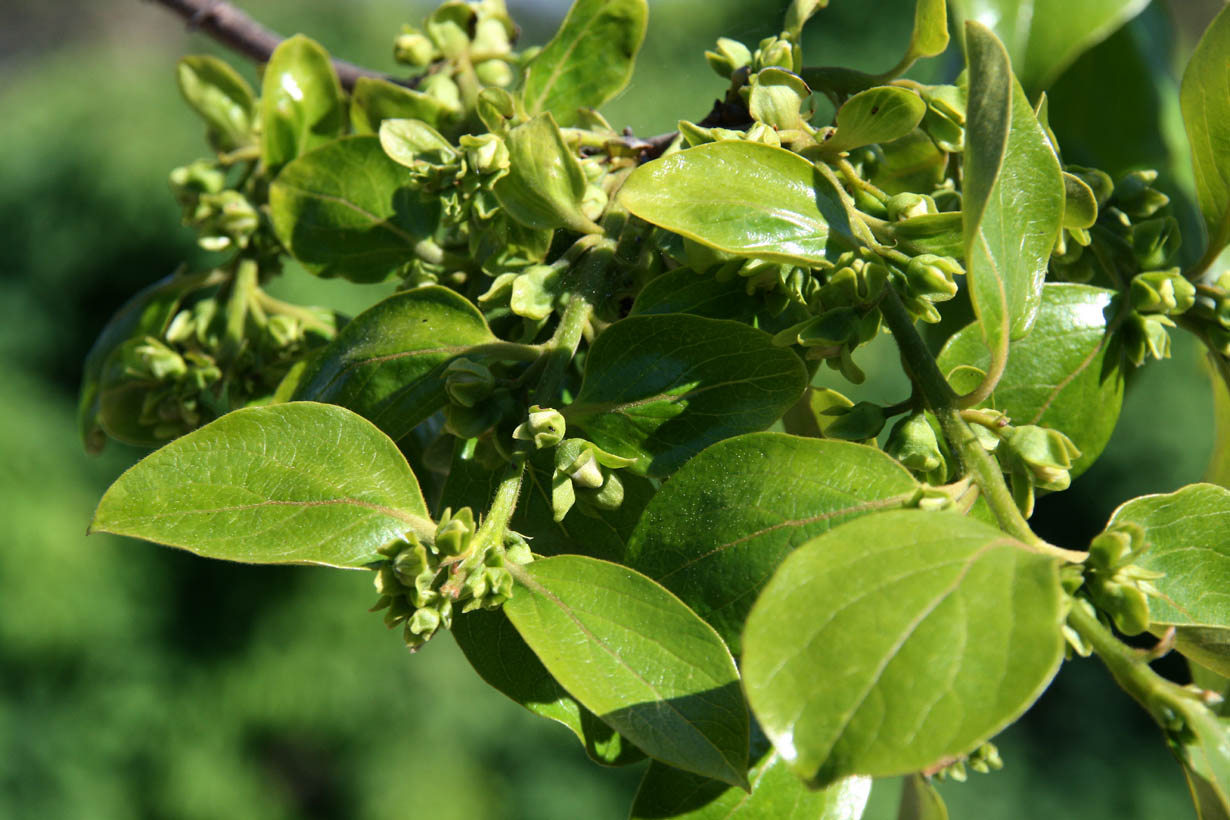
Abondante floraison d'un Diospyros kaki en l'année 2021.

La question d'un cycle synchrone chez tous les fruitiers domestiqués, toutes espèces confondues, ou isochronie reste non quantifiée et non vérifiée, même si on constate comme chez les plantes sauvages des fructifications massives synchrones et épisodiques (synchronous, episodic mast seeding). Depuis longtemps (1860) les horticulteurs ont observé que : « pour les arbres fruitiers; on peut établir en règle générale qu'une abondante récolte de fruits est toujours suivie d'une mauvaise année ». La notion d'année s'entend ici comme cycle de floraison, fructification et la notion d'alternance biennale concerne une espèce, une variété ou un cultivar et non un ensemble d'espèces.
L'influence des températures est évoquée, on sait que le froid tardif provoque chez Citrus le phénomène d'inflorescence sans feuille (leafless inflorescence) qui donne peu de fruits et des fruits plus petits, mais à part le litchi, il ne semble pas généralisé.

## Historique
L'alternance biennale est observée et combattue de longue date : l'étude de la micro-anatomie des charbons de bois d'olivier recueillis à Montou et Salses (France, Occitanie) a permis à Jean-Frédéric Terral (2015) de démontrer, dès l'âge du bronze ancien, la pratique de la taille de jeunes bois qui est une méthode de réduction de l'alternance biennale contemporaine de la mise en culture d'oliviers domestiqués (elle succède à l’étêtage périodique qui n'est pas une stratégie productive).
Chez les Grecs et les Romains l'alternance de l'olivier est souvent mentionnée car elle entraîne pénurie ou surabondance de l'indispensable huile d'olive, et volatilité des prix. Au Ier siècle, Pline la déplore chez l'olivier (Livre XV, vol. 9 de son Histoire naturelle). Stéphane Ajasson de Grandsagne note dans sa traduction : « Les anciens, frappés de voir alternativement une bonne et une mauvaise année, attribuaient cette singularité au moyen vicieux employé pour les récoltes, pensant qu’en gaulant les arbres pour avoir des olives, on abattait les bourgeons...». Le talmud de Jérusalem (traité Shebiith), IIe – Ve siècle, dit : « d'ordinaire les arbres fruitiers produisent une année, puis s'interrompent une année tandis que le figuier produit tous les ans ». On sait de nos jours que le figuier bifère alterne bel et bien,.
Le sujet est traité au XIXe siècle. En 1848, le pépiniériste anglais G. Smith recommande la taille des racines des espaliers afin d'obtenir une production régulière. En 1850, Laurent Séraphin de Bavay constate la régularité de production de l'espalier sur treillages de forme carrée, comme réalisée à Montreuil, pour le pêcher. La même année S.W. Cole, aux États-Unis, constate une forte production des pommiers les années paires, et une faible les années impaires et exprime l'idée que éclaircissage des fleurs influence le cycle. En 1855, Alexandre Ysabeau défend les avantages d'une taille régulière et de l'arcure pour une production régulière des arbres fruitiers.
Le premier article décrivant en détail l'alternance en français par J. Courtois (Alternance de floraison ou de fructification bisannuelle des arbres à fruits à pépins en plein vent) figure dans l'édition 1868 du Journal de l'agriculture, pour la rompre il recommande la taille,.
Dans les années 1930 West et Barnard (ferme expérimentale de Griffith - Australie) démontrent que l'épuisement des réserves hydrocarbonées les années de forte fructification empêchent l'arbre d'alimenter ses fruits et de reconstituer simultanément ses réserves et que l'éclaircissage précoce des jeunes fruits ou la suppression de fruits les années sèches favorisent la floraison l'année suivante. L'étude de Monselise et Goldschmidt (Université de Jérusalem) Alternate Bearing in Fruit Trees (1982) est considérée comme le travail fondateur des recherches actuelles,.
En 2009, émerge l'idée que l'échange de pollen contribue à la synchronisation des réserves d'hydrates de carbone au niveau des populations végétales. Cette idée est infirmée en 2018 au regard de l'étendue de la synchronisation qui va bien au delà de l'aire de circulation des pollens. Il a été démontré (2019) sur Citrus ×tangerina qu’indépendamment des signaux exogènes d'induction de floraison (basse température, sécheresse, etc.) la stimulation de la floraison est due à une modification du métabolisme des glucides dans les feuilles et dans le phloème des bourgeons. La compréhension du métabolisme complexe des glucides chez les plantes progresse mais est encore imparfaite, en revanche celle de l'induction de la floraison progresse rapidement.

En 2024 une enquête auprès de producteurs de café au Costa Rica sur le thème la résilience socio-écologique des exploitations agricoles montre leur forte motivation et que le moyen de lutte le plus retenu est d'atténuer les effets des intempéries et des ravageurs qui ont les unes et les autres un effet amplificateur de la synchronie qui affecte directement les exploitations.

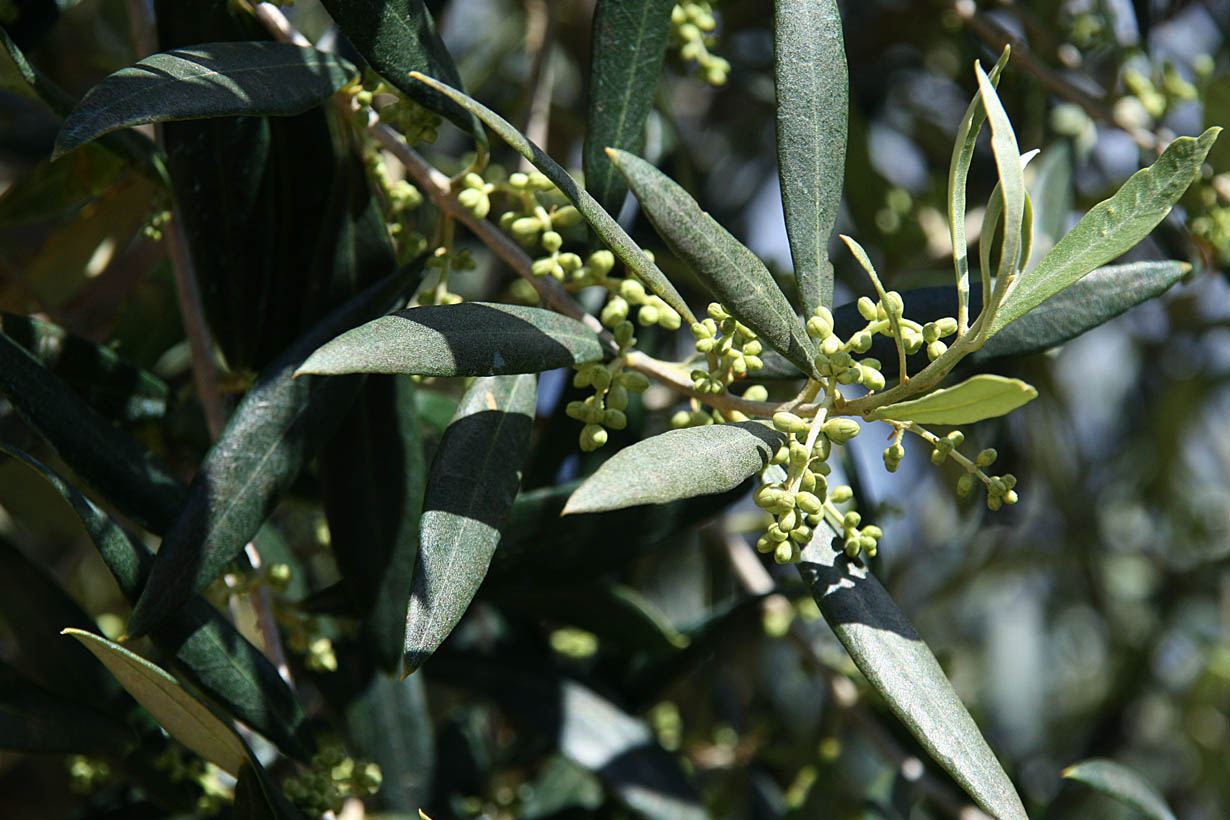
L'olivier est fortement alternant - boutons floraux sur un cultivar Kalamata en année on year

## Mesure de l'alternance biennale

### Mesure de l'alternance
Hoblyn et al. (1936) ont proposé deux indices pour quantifier l’alternance de production.
Le premier est le pourcentage de bisannualité, 100% est une alternance parfaitement régulière, 75% une alternance 3 années sur 4, etc.
Le second, nommé en 1944 par Wilcox, l’indice d’alternance de production (Biennial Bearing Index) ou BBI, mesure l’intensité de déviation du rendement au cours des années successives. BBI peut atteindre les limites de 0 à 1. Si BBI=0, la production est parfaitement régulière. Si BBI=1, l'alternance est stricte, la production est nulle 1 année sur 2. L'index El-Agamy (2018) Serry (2010) est un simple taux sur 2 ans base somme des récoltes (différence entre 2 récoltes / somme des 2 récoltes exprimé en %) pour les comparaisons entre cultivars.
Durand et al. (2013) ont amélioré le BBI avec BBI_norm: ratio entre la moyenne des différences absolues de production et la production moyenne sur une même période. Puis BBI_res_norm mesure l’irrégularité de production (laquelle est corrigée d'une éventuelle tendance linéaire). Combiné à un coefficient γ qui permet de discriminer les patterns alternants des patterns irréguliers, BBI_res_norm aboutit à un tableau de patterns de production. La thèse de doctorat de Mathilde Capelli (2017) donne une description détaillée des formules. Une publication de 1963 sur l'alternance du cocotier (dont l'intensité est faible) reste un classique de l'approche statistique.
Les BBI permettent de comparer la sensibilité à l'alternance des différents cultivars dans chaque espèce, en général sur des périodes supérieures à 5 années. Ces mesures ont confirmé la forte sensibilité des poires Conférence et Passe Crassane. Une intéressante étude d'application de ces outils de mesure chez les cultivars de manguier a été publiée par une équipe indienne en 2015, et sur les cultivars de pacanier par une équipe américaine en 2019, à noter chez le pacanier et sur longue période cette remarque : « l'adoption des fongicides, des insecticides et de l'irrigation au cours des 30 dernières années a réduit la valeur de l'indice I de 0,70 à 0,55 en moyenne », mesurée au Mexique, intensité moyenne de l'alternance du pacanier était de 31,58%, ce qui est un important progrès.

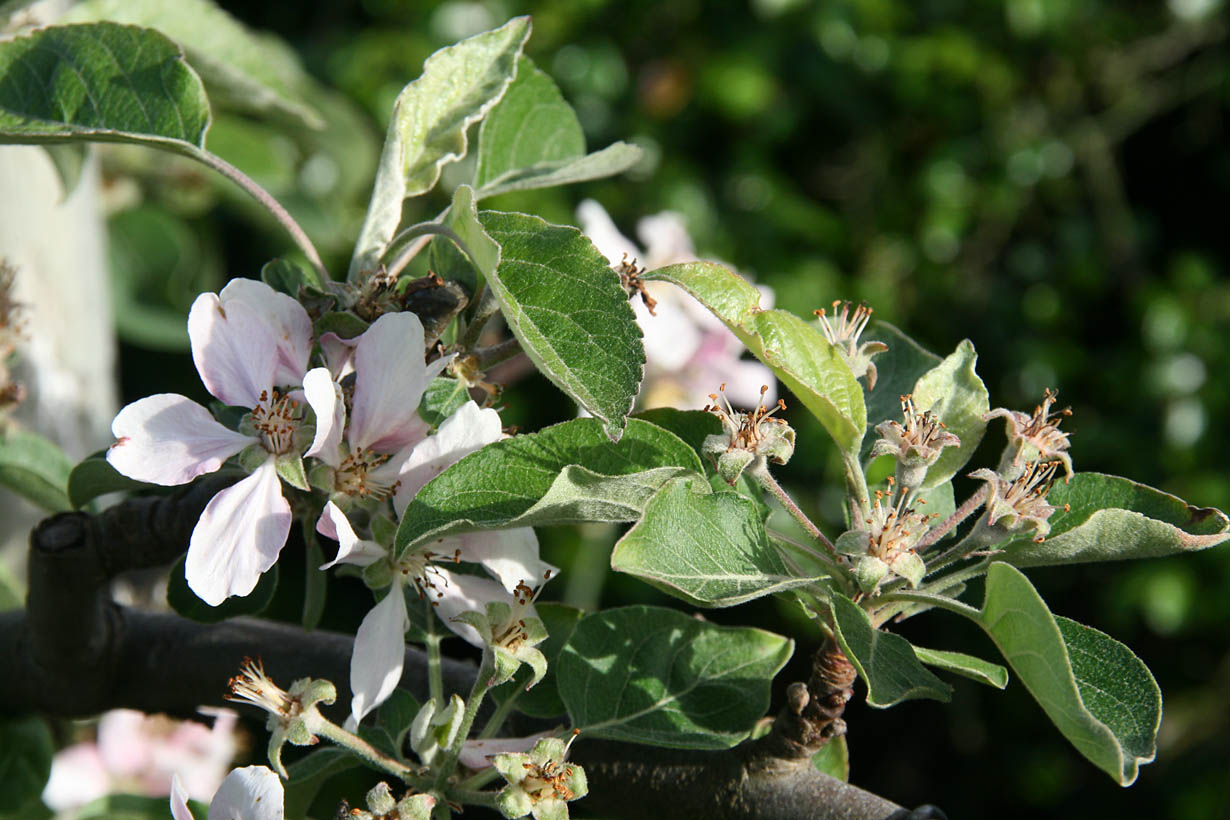
Nouaison du pommier non alternant Anna

### Fréquence des individus asynchrones, amplitude.
Existe-t-il dans les populations de fruitiers alternants des individus contra-cycliques (qui se comportent à l'opposé des autres) ? Les seules observations disponibles sont chez l'olivier, sur une durée relativement courte de 10 ans et non quantifiées. Selon les auteurs, il existe des individus contra-cycliques, ce sont des arbres jeunes, leur comportement ne dure pas, ils rentrent rapidement dans le rang. Il ne s'agit donc pas de mutants. La seule façon de forcer la rupture du cycle est, dans la même publication, une taille sévère.
L'amplitude ou intensité de l'alternance est variable et s'exprime généralement en pourcentage par rapport à la moyenne : il existe des années très ou très peu fructifères et des années moyennement marquées.

### Modélisation
Une étude (2021) réalisée sur 9562 pistachiers pendant 6 ans a permis décrire les phases de la synchronisation dans l'espace. « Le bruit commun(𝑒𝐶 = 0.2~0.3), le couplage direct local(ε= 0.1), et le gradient du coefficient de culture (m = 1~1.6, d'ouest en est), expliquent la synchronie spatiale du verger écrivent les auteurs ». Sans surprise ils confirment les travaux japonais (2015) qui avaient montré l'efficience du modèle budget-ressource model (RBM), sous sa forme mathématique la fonction tent map à oscillateur non linéaire. Ce même modèle est à l'origine du couplage direct chez Citrus.

## Causes et mécanismes de l'alternance biennale
On distingue traditionnellement les facteurs influents internes (génotype, métabolisme hormonal endogène, mais aussi âge de l'arbre, efficacité du transport du xylème des porte-greffes, capacité limitée de stockage des glucides des greffons [chez le pommier et le poirier], architecture de la taille, etc.) parmi lesquels le développement floral est le plus étudié et les facteurs externes ou environnementaux - manifestement tout aussi important car l'alternance biennale touche des populations entières - y compris la densité de plantation, l'irrigation et la fertilisation, et d'éventuelles mécanismes de transmission,.

### Métabolisme des sucres
Shaul Paul Monselise et Eliezer E. Goldschmidt (en) mettent en évidence:
- une cause endogène dans la perpétuation du cycle bisannuel typique de la régulation d'un stock de réserves (il est confirmé que les glucides foliaires sont de 3 fois supérieurs les années off en comparaison des années on   souvent carencées)[66],
- posent l’hypothèse d'un stress externe comme facteurs de déclenchement (facteur climatique, stress hydrique, taille ou fertilisation excessive) pour justifier une alternance synchrone des populations d’espèces fruitières et
- notent des différences de comportement entre les espèces fruitières et il faut ajouter selon les stades de maturité (l'alternance étant plus faible en phase juvénile)[51],[66].

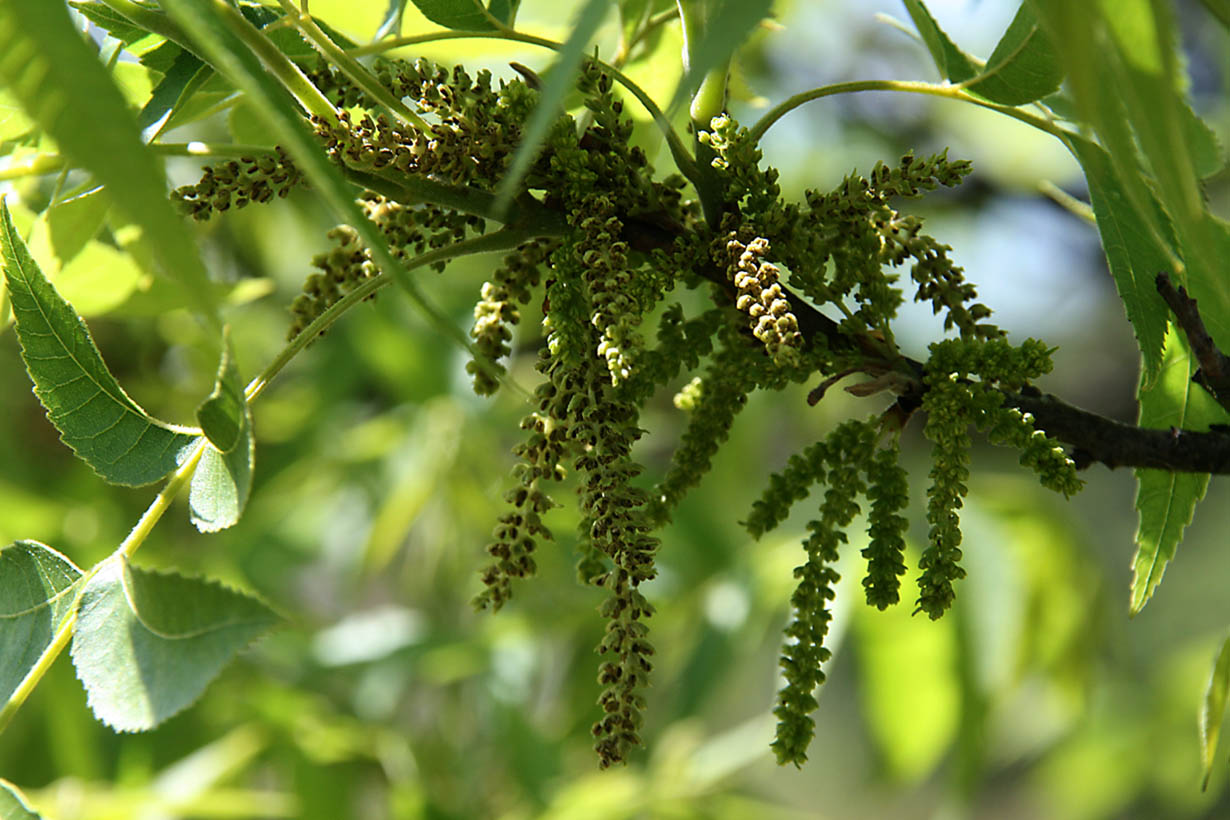
Floraison d'un pacanier en année on year (2021).

L'alternance chez le pommier par exemple ne répond pas spécialement à un cycle des réserves d'hydrate de carbone, de l'évolution de la surface foliaire ni de variation du taux d'assimilation des nutriments. Les dernières hypothèses formulées (2019) sont le cycle du flux de xylème, l'expression des gènes régulant la floraison et les régulateurs de croissance. Concernant le pommier, un mémoire de fin d'étude (2012) INRA Montpellier est disponible en français.
Elle est confortée en 2000 chez les mandarines satsuma japonaises chez qui les écarts annuels de production peuvent être très importants. Chez le yuzu (Citrus x junos) la production moyenne passe de 30 t/ha les années impaires à 20 les années paires. En 2009, une équipe californienne démontre que l'abondance des fruits l'année 1 inhibe la croissance des pousses et le débourrement des fleurs l'année +1 chez la mandarine Pixie. Cette inhibition est attribuée à la gibbérelline des graines.
Chez le manguier (2019), la régulation du niveau de gibbérelline est attribuée à une interrelation des régulateurs de croissance, des glucides et de l'expression des gènes de la floraison (MiLFY, MiFT, MiAP1) dans une intéressante étude comparant des cultivars peu ou très alternants.
Depuis longtemps suspecté, le cycle mobilisation et stockage des hydrates de carbone a été mis en évidence chez le pistachier, et clairement modélisée en 2022 (« la croissance embryonnaire en juillet et août peut épuiser tout le carbone assimilé par la branche »), puis l'effet de ces glucides sur l'induction des boutons floraux chez l’olivier et enfin, chez l'olivier toujours, le cycle d'activation des gènes régulant les minéraux, la biosynthèse et le transport des glucides a été décrit. Chez le pistachier toujours, la variation bisannuelle du contenu en fructose et en saccharose est mesurée, le fructose étant dominant les années off year. Reste que cette régulation est complexe et l'INRA a montré la multiplicité de ces variables contextuelles chez le pommier (2018). La dernière synthèse disponible (2018) résume ces travaux. Le cycle des polyamines a été mis en cause lui aussi (2018) chez le pistachier.

L’événement qui déclenche le cycle d'alternance serait un stress : excès de température, stress hydrique, maladie... le cycle est ensuite entretenu par les régulateurs internes de l'arbre : phytohormones, facteurs carbonés et minéraux (carbone, azote, potassium, calcium et magnésium) qui sont des éléments nutritifs, les facteurs morphologiques et les déterminants génétiques, spécialement les gènes codant les phytohormones.

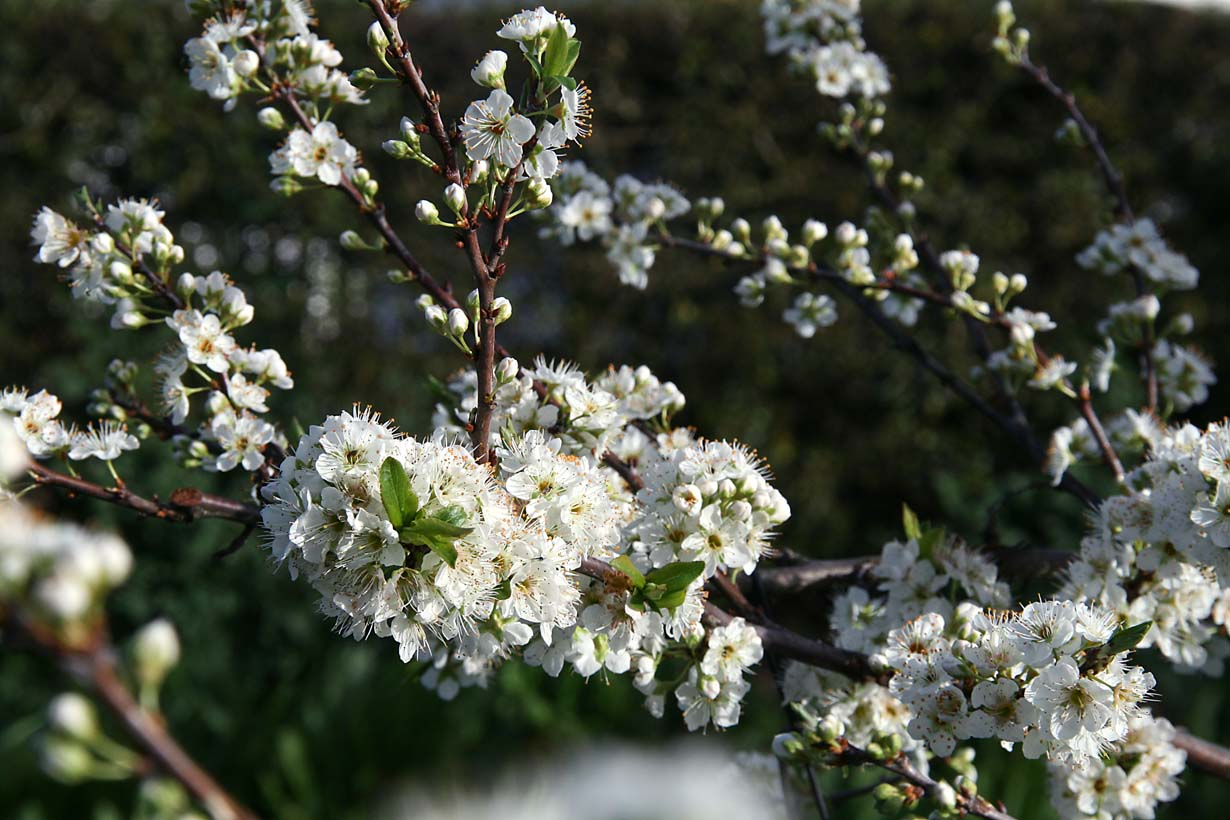
Floraison très dense du prunier alternant Morettini Benatti

Chez le pommier P.E. Laury note qu'« il existe une relation parabolique curvilinéaire entre la durée de croissance annuelle et la fréquence de fructification terminale, expliquant ainsi la propension à l’alternance des cultivars à croissances annuelles courtes », ce lien entre phénotype et susceptibilité à l'alternance est constaté aussi chez l'olivier. Chez le pommier toujours, un modèle prédictif du changement du taux de formation de bourgeons à fleur en fonction de la charge de la culture a été développé par une équipe japonaise (2019). En Allemagne le modèle combiné MaluSim balance des sucres/irrigation donne une excellente prévision de la récolte des pommiers locaux (2020).
Chez le hêtre japonais (Fagus crenata Blume) - sérieusement alternant - un lien causal a été mis en évidence entre le transport des nitrates et la synthèse des protéines florifères.

### Actions inhibitrices et activatrices sur la floraison

#### Les hormones d'induction florale
En 2015, une thèse soutenue à l'Université de Palerme (Les fruits inhibent la floraison dans l'alternance biennale des agrumes - régulation hormonale, génétique et épigénétique) met en évidence les divers mécanismes d'action du fruit sur la prochaine floraison: « Le fruit produit et exporte des acides gibbérellique et abscissique vers les feuilles… inhibant ainsi l'induction des fleurs, alors que ces hormones diminuent dans les feuilles des arbres en année off... chez le même arbre l'oxydoréductase est réduite, tandis que le métabolisme primaire et la synthèse de l’amidon est régulée à la hausse », sont ensuite donnés les gènes régulés. Ces travaux montrent que l'action de régulation hormonale sur le génome est à la foi directe et épigénétique. La présence du fruit engendre un signal hormonal d'auxine polaire dans le bourgeon qui affecte l'induction de la floraison chez les agrumes et l'olivier.
En 2020, le déclenchement de l'induction florale dans les méristèmes apicaux du pommier par des signaux endogènes antagonistes (inhibiteurs et stimulants) provenant des feuilles qui agissent à faible distance et des fruits agissant eux à longue distance est modélisée par une équipe de chercheurs de Montpellier, le modèle robuste pourrait être généralisé à d'autres fruitiers.

#### Les régulateurs de croissance
Seconde classe de régulateurs de croissance végétaux (PGRs : Plant Growth Regulators), plus discrets que les précédents, les cytokinines sont mises en cause (2020) chez le cultivar de pistachier Uzun. La teneur totale des pousses, les fruits et des boutons floraux varie des années on à off, l'équilibre entre les diverses cytokynines présentes dans les parties de la plante de même. Les auteurs de cette recherche ont identifié 4 types de cytokinine : zéatine, riboside de zéatine, glucoside de zéatine et le glucoside de riboside dont les concentrations dans les organes végétaux est inférieure les années on. À partir de ces corrélations ils suggèrent l'application exogène de composés de cytokinines à différentes concentrations les années on afin de réduire l'alternance biennale.

Le Paclobutrazol - régulateur de croissance de la famille des triazoles - aurait une action favorable chez le manguier en augmentant la surface des feuilles et les réserves, mais son action est discutée car il a l'effet inverse chez d'autres espèces.

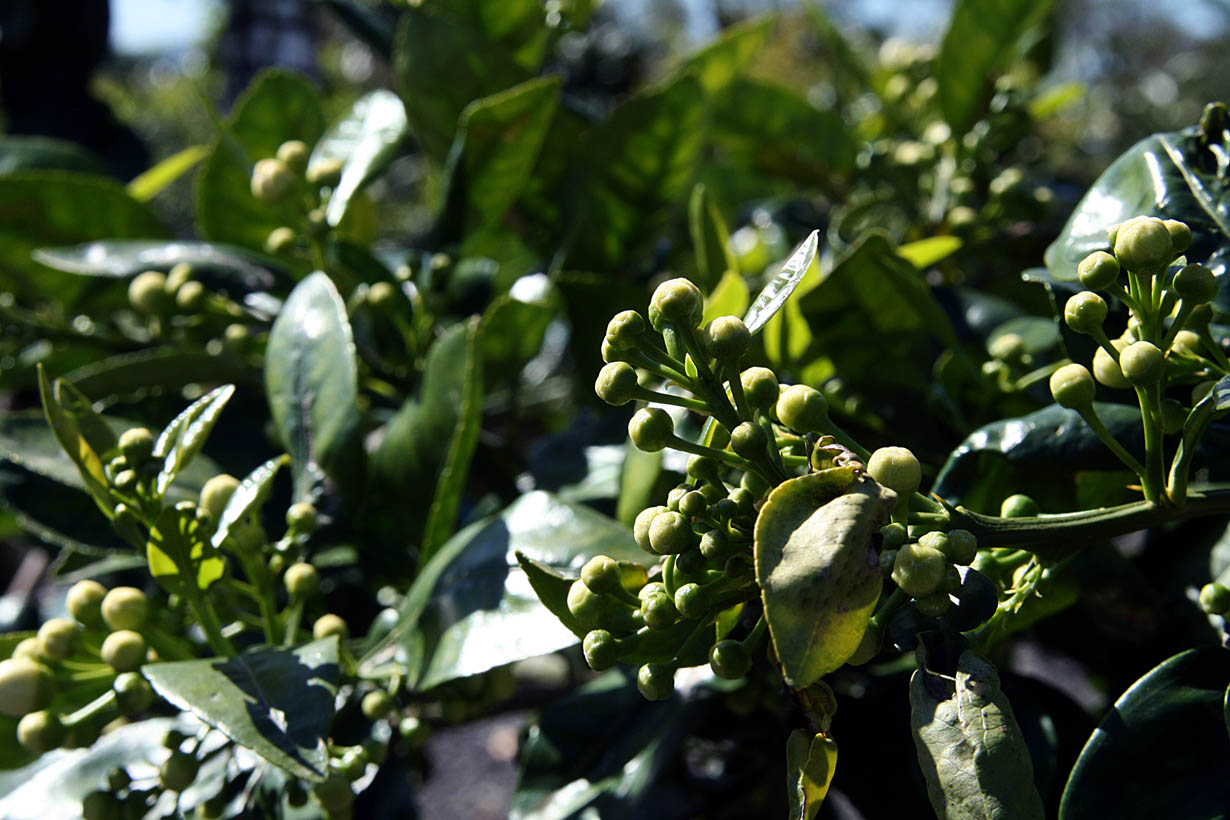
Abondance de boutons floraux sur Citrus paradisi en mars 2020 : année on year chez pomelo.

### Régulation des sucres
Dans une importante synthèse (2018) une équipe des Universités d'Angers et Poitiers fait le point des connaissances sur les mécanismes complexes de régulation des sucres dans le développement des plantes qui sont encore pour l'heure inconnus.
« Les processus complexes de croissance et de développement des plantes reposent sur l'intégration d'intrants, sur la disponibilité des éléments nutritifs, le statut énergétique et l'équilibre hormonal dans des conditions variables au niveau de l'organisme entier. La signalisation du sucre...converge vers les régulateurs centraux du statut nutritionnel et énergétique. Ces intégrateurs clés pourraient jouer un rôle dans l'équilibre entre les métabolismes anabolique et catabolique, ainsi que dans l'accumulation des réserves par rapport à la remobilisation des réserves par reprogrammation épigénétique, régulation transcriptionnelle / post-transcriptionnelle, biogenèse du ribosome, activité de traduction et modifications protéiques....À l'heure actuelle, il existe encore un déficit de connaissances sur les interconnexions entre toutes ces voies de transduction du signal, tandis que l'identité des acteurs moléculaires impliqués dans les points de convergence reste en grande partie inconnue. », écrivent en conclusion les auteurs de cette publication.
Autrement dit, nous ne comprenons pas encore les mécanismes de régulation dont l'alternance bisannuelle est une manifestation. Dans le même ordre d'idées, une thèse (2019) soutenue à l'Université de Pennsylvanie montre la complexité de la réponse du système racinaire à la taille chez le pommier et les incidences mal comprises sur les réserves en hydrates de carbone.

### Quantification permanente des sucres sur grande échelle
Pour le moins, la quantification permanente des glucides non structuraux (sucres et amidon) est en soi un important progrès : réalisée au niveau de l'Etat de Californie chez le pistachier, elle permet une approche statistique prédictive et d'agir pour réduire le niveau d'alternance, via un site internet (Corbohydrate Observatory, données en libre accès sur l'amandier, le noyer et le pistachier) chaque producteur peu comparer son cycle des glucides aux moyennes locales et de gérer ses niveaux de glucides en fonction de son climat et de l'âge des arbres,.

### Cycles des nutriments minéraux
Les mesures faites sur le pistachier montrent que les concentrations de certains minéraux (P, K, Ca, Mg, Fe, Zn, Mn et B) varient en année on year et off year. N, P, K, Mg, Zn et Mn sont à un niveau minimum dans les feuilles et les pousses pendant l'abscission des fleurs et de développement des noix. Les auteurs sont amenés à supposer que le niveau de concentration de ces minéraux peut jouer un rôle important dans la production annuelle de fruits.

## Prévention de l'alternance biennale
L’alternance biennale des fruitiers est prévenue par quatre stratégies :
- la sélection des cultivars non alternants ;
- la réduction de la production de fruits les années on year de façon à ne pas épuiser les réserves de l'arbre ;
- la stimulation le l'arbre les années off year ;
- la perturbation de la linéarité du phénomène.

La complexité du phénomène et la multiplicité des moyens de prévention imposent une analyse au cas par cas et le plus souvent une combinaison des moyens, en premier la taille, l’éclaircissage, le choix variétal.

Peu de publication classent les stratégies par niveau d'efficience. Chez le clémentinier, une équipe syrienne (2019) a comparé les 3 stratégies classiques. Elle arrive à la conclusion que la taille est la meilleure méthode pour équilibrer la production, suivie de la fertilisation, et enfin de la pulvérisation de gibbérelline lors de la différenciation des bourgeons. Une comparaison entre les méthodes de taille (mécanique ou manuelle) du clémentinier Clemenules, sensible à l'alternance, réalisée sur 4 ans en Espagne conclu que les rendements les plus élevés sont obtenus en alternant annuellement l'élagage mécanique et l'élagage manuel. Chez le pommier à cidre, après comparaison les producteurs américains adoptent les méthodes intensives de culture européennes à haute densité qui réduisent l'alternance biennale.

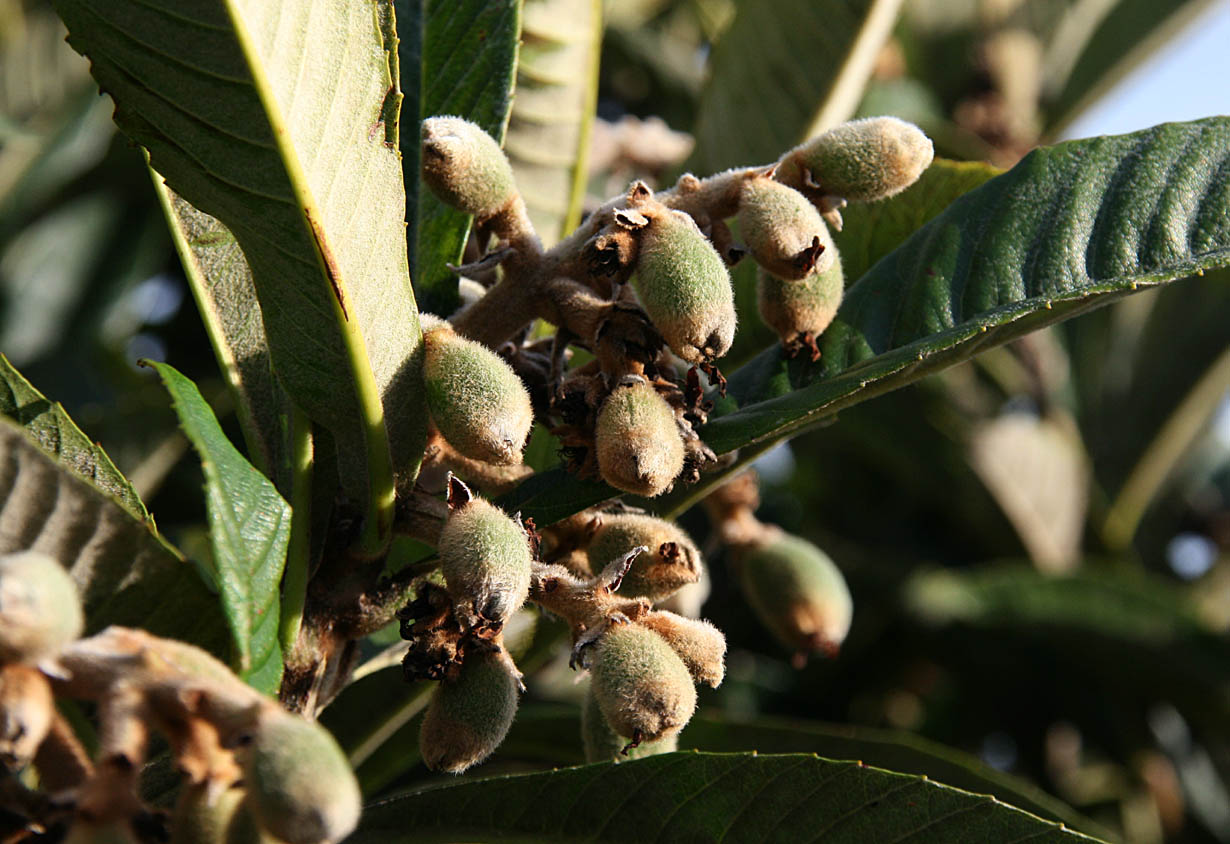
Abondance des fruits avant éclaircissage sur néflier du Japon une année on year.

On lit, par ailleurs, des affirmations contradictoires, par exemple il existerait une influence positive de porte-greffes nanifiants chez le pommier, ce qui est infirmé par une étude espagnole (2018) sur 9 cultivars,. Les pommiers de haute tige non taillés seraient plus sensibles à l'alternance : ce qui n'est pas vérifié sur les pommiers à cidre. Et on démontre enfin paradoxalement que l'absence de stress sur longue période limite l'alternance chez le pistachier (stress hydrique) ou chez le pacanier, une irrigation régulière des cultures réduit l'alternance du pacanier ou de l'olivier,,.

### La sélection des cultivars et des porte greffes.
Chez certains fruitiers domestiqués de longue date où la biodiversité est importante il est possible d'isoler des cultivars résistants ou peu alternants, en revanche chez les fruitiers en cours de domestication, comme le yuzu, nul cultivar n'y échappe. Une publication iranienne (2020) a modélisé l'influence des variables affectant l'alternance des cultivars d'olivier sur 6 années : elle démontre que la sensibilité des cultivars d'olivier à l'alternance varie au-delà du simple au double.
Les publications sont nombreuses chez le pommier dont certains cultivars sont insensibles comme Braeburn, Jersey Mac, CIVPEAK. Le poirier Président Héron est signalé non alternant, le poirier Bartlett est peu alternant. Le cognassier, dont la plupart des variétés ne sont pas alternantes, est un porte-greffe qui réduit l'alternance du poirier,,.
Chez le manguier la hauteur de greffage semble intervenir. Le choix du porte-greffe Hass influence l'alternance de l'avocatier, celui de Poncirus limiterait l’alternance chez les mandariniers et celui du LVK x LCR – 010 donne une faible alternance à l'oranger brésilien Pera, de même certains porte-greffes pour le pommier et le poirier,,,. L'influence positive des porte-greffes C35 et Swingle sur l'induction florale de l'orange douce Tarocco Scirè a été démontrée via l'expression de CiFT2 (2021), mais elle est sans effet sur la production de fruits, ce qui indique une cascade de régulations[réf. à confirmer], une étude systématique des porte-greffes d'agrumes (2016) a montré que certains porte-greffe amplifient l'alternance (par exemple du citronnier Verna) y compris parmi les nouvelles obtentions (FA 418). Chez le pistachier un porte-greffe vigoureux, combiné avec une taille appropriée, réduit l'alternance.
Les porte-greffes, Irta-2 et Adesoto engendrent une alternance biennale faible chez les cultivars d'amandier Marinada et Vairo (2019).

### La réduction de la sollicitation des réserves de l’arbre les années à forte fructification

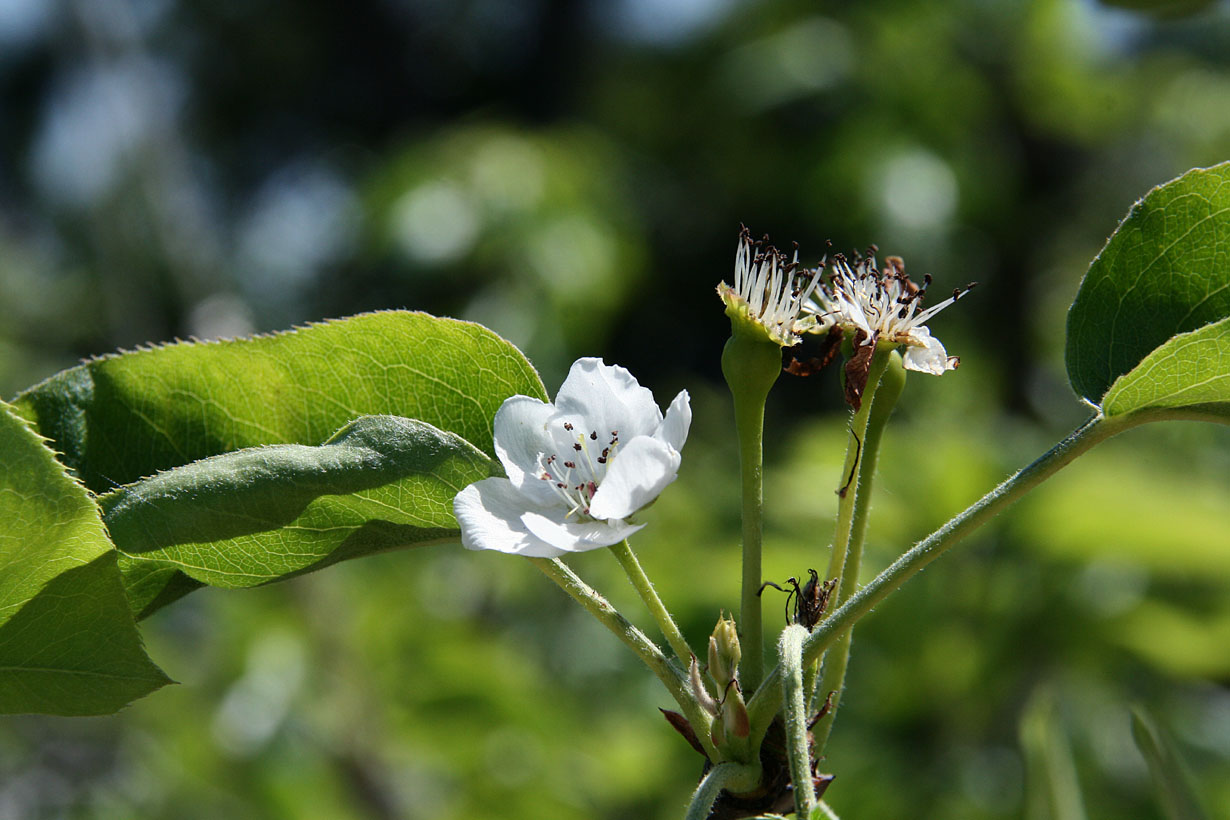
L'auto-éclaircissage ne fonctionne pas bien à cause de l’étalement dans le temps de la fécondation et de la nouaison (ici fleurs de nashi en mai).

Elle consiste à réduire la charge en fruits de l'arbre ou le message envoyé par les fruits qui induisent une faible floraison l'année suivante.
1. L'éclaircissage hâtif des fruits après la chute physiologique spontanée ou celui des bourgeons floraux est la méthode la plus citée universellement. « L'éclaircissage est obligatoire chez le pêcher pour améliorer la qualité du fruit et éviter la production bisannuelle » écrit Guglielmo Costa dans sa monographie (2022)[115]. En grande culture ou sur les arbres à grand développement, l'éclaircissage chimique est d'usage[116]. Chez le pommier la technique du Pollen Tube Growth Model (PTGM) permet un contrôle précis de l'éclaircissage des fleurs, le thiosulfate d'ammonium étant l'agent inhibiteur le plus efficient[117],[118]. Chez le pistachier, l'éclaircissage chimique des boutons floraux par application d'une auxine de synthèse et d'éthéphon donne un meilleur résultat que la gibbérelline ou l'abscission manuelle[119]. Chez le nashi, une équipe japonaise a testé les effets d'une fécondation simultanée de toutes les fleurs en vue de provoquer l'auto-éclaircissage spontané : le cultivar Akiakari a réagi positivement à la différence de Chojuro et Niitaka. Ils ont observé que le niveau d'auxines endogènes (et dans une moindre mesure d'acide abscissique) croit de façon transitoire dans les fruits conservés lors du déclenchement de l'auto-éclaircissage[120]. L’éclaircissage mécanique peut blesser les fruits et abaisser la qualité moyenne, l’éclaircissage manuel est adapté aux cultivars spécialement alternants de pommier, les conduites traditionnelles comme l'espalier, la taille en gobelet favorisent l'intervention[121],[122]. Chaque espèce a ses propres usages... un fruit tous les 10 cm chez le poirier et en deux fois, un à trois fruits par main chez le néflier du Japon, cinq fruits au mètre chez le pêcher Alexandra, chez les pruniers la régulation se fait par la taille[123],[124]. Chez le dattier var. Medjoul un allégement des brins florifères au centre de l'inflorescence en avril et en mai, et la réduction des fruits à 12 à 18 fruits par brin réduisent l'alternance[125]. L'éclaircissage des fruits les années on-year réduit l'alternance chez le manguier et chez Citrus[126] Chez la mandarine Kinnow « la récolte en temps opportun... montre une fructification régulière au cours de deux saisons et la récolte retardée induit davantage une tendance à la production biennale »[127].
2. Robotisation: L'éclaircissage des fleurs de pommier par robot conduit par un algorithme robuste d'analyse de la vision (analyse du bouquet de fleurs dans le conditions variables du plein champ avec une technique de segmentation sémantique basée sur l'apprentissage auto-supervisé) a été testé dans un verger de pommiers palissé en V (2023). Les résultats sont remarquablement encourageants: ∼ 80% des bouquets sont correctement éclaircis (pétales indemnes et aucune atteinte de l'anthère et du tube pollinique), l'éclaircissage est réussi dans 92% des cas. Le rendement est lui aussi impressionnant : La suppression de 67,2 % des fleurs se fait entre 9 et 7,2 secondes par grappe selon la stratégie incision centrale ou périphérique[128]. Dans la publication de Xiaohui Lei et al. (2023) consacrée aux machines équipée d'un bras et de caméra d'identification des fleurs, les auteurs notent les directions prioritaires de la recherche actuelle en Chine: la force de frappe de la corde sur la fleur, l'importance de la frome de la canopée et des distances de plantation des pommiers, la recherche de l'algorithme de détection intelligent de l'inflorescence qui soit généralisable au pommier, poirier, aux agrumes, au raisin, au litchi, à la mangue et à l'abricot[129].
3. Les systèmes de taille courte qui éliminent chaque année des boutons à fruits réduisent l'alternance[1]. La taille courte est une méthode prescrite indifféremment pour les fruitiers qui fleurissent sur le bois de l'année -1 comme pour les agrumes qui fleurissent sur le bois de l'année. Elle donne de bons résultats en association avec un traitement hormonal chez le jojoba[130]. Concernant Citrus, Cindy Fake (2012) écrit « Les arbres doivent être fortement taillés après une faible récolte (off year) afin de réduire le bois de l'année et la charge potentielle de fruits. L'élagage des branches principales et de la canopée doit avoir lieu à ce moment. L'élagage intensif permet à l'arbre de reconstituer ses réserves et d'adopter un port plus équilibré »[131]. Chez l'olivier, selon les sources, une taille minimale de printemps, ou bien une taille moyenne d'hiver donneraient de bons résultats pour régulariser la production[132],[133]. Chez le pommier les chercheurs russes ont montré (2015) que les cultivars colonnaires à croissance lente - qui ne nécessitent pas de taille - ne sont pas sensibles à l'alternance[134]. La taille mécanique pratiquée en grande culture sur la mandarine Nadorcott et qui consiste à réduire de moitié les nouvelles pousses d'automne et de printemps atténue le comportement d'alternance et augmente significativement le rendement moyen[135].
4. L'éclaircissage alterné testé sur le mandarinier Moncada (2020) consiste en une taille sévère (qui sert aussi d'éclaircissage) de 50% du verger une année le reste étant laissé intact, et de l'inverse l'année suivante. L'idée est de créer deux cycles alternants antagonismes dans le même verger les tailles sévères entraine une forte fructification l'année suivante. Les chercheurs espagnols obtiennent un rendement moyen supérieur à celui d'une intervention annuelle sur chaque arbre[136].Impressionnante floraison sur Citrus tamurana (konatsu) 2021

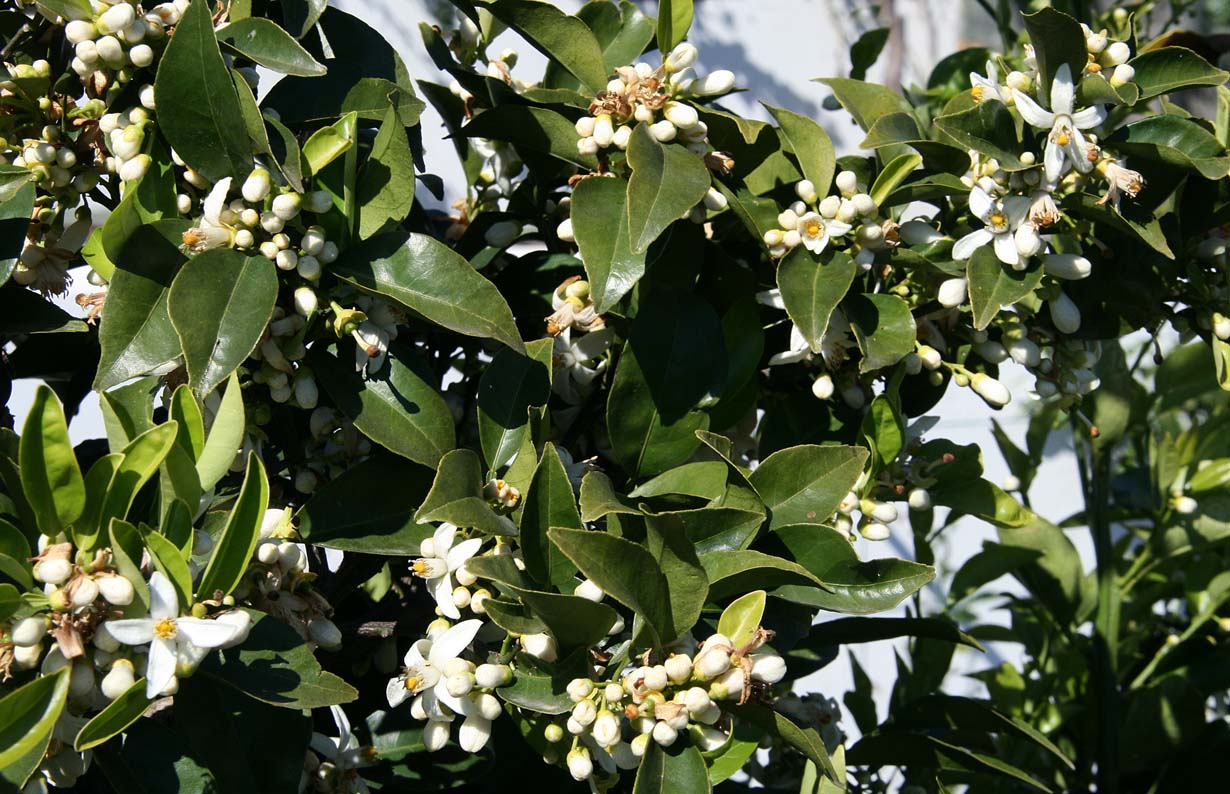
Impressionnante floraison sur Citrus tamurana (konatsu) 2021

5. L'incision annulaire mérite d'être mentionnée comme une technique traditionnelle d'induction de floraison et de nouaison même si elle ne date que du XIXe siècle[137]. Elle consiste à enlever un anneau d'écorce sur toute la circonférence en incisant jusqu'à l'aubier. Il s'ensuit une interruption de circulation de la sève qui dure jusqu'à cicatrisation, soit environ un mois[138]. Elle se pratiquait chez la vigne pour améliorer la quantité et la qualité des récoltes et chez Citrus pour provoquer la floraison[139]. En 2019, une thèse espagnole décrit de détail de son action sur le métabolisme des glucides et la conséquence favorable sur l'alternance biennale d'une tangerine : Le stress nutritionnel est enregistré par le gène SNRK1, l’expression du gène RbcS est augmentée d'où une augmentation de la concentration en maltose dans la feuille et plus tard dans les bourgeons. Une abondante fructification influence l'induction florale : l'isolement des bourgeons axillaires du reste de la plante par incision annulaire annule cette influence et favorise bien les éclosions apicales[53]. L'action en cascade de l'incision annulaire sur les glucides puis l'induction florale est confirmée chez Jusglans sigillata (2020)[140].
6. La taille des racines est mécanisée chez les agrumes, cette méthode a donné lieu à une synthèse indonésienne convaincante (2019)[141]. Les racines sont l'organe de stockage des réserves glucidiques, la réduction mécanique de leur volume limite la floraison. Chez le manguier, l'élagage des racines a montré un effet positif sur l'abondance et la précocité de la floraison, constituant ainsi une technique de régulation[142].
7. Sont également cités comme méthodes d'affaiblissement de l'arbre : la courbure des branches, la défoliation, la strangulation, l'élagage de la canopée, la privation de lumière chez le pommier, la culture du manguier en haute densité (1333 arbres par ha.)[141],[143],[144]. La trop forte densité et le manque de lumière sont défavorables chez le litchi : « si la plante est moins vigoureuse [pour cause de densité de plantation trop forte et manque de lumière], une fructification excessive se produit, la taille des fruits diminue et l'incidence de l'alternance biennale  » augmente[145]. Chez le dattier la régulation du déficit d'irrigation (RDI - regulated deficit irrigation) montre une action régulatrice supérieur à la taille d’allègement (2020)  mais cette méthode n'est pas sans inconvénient notamment chez l'oranger[11],[146].

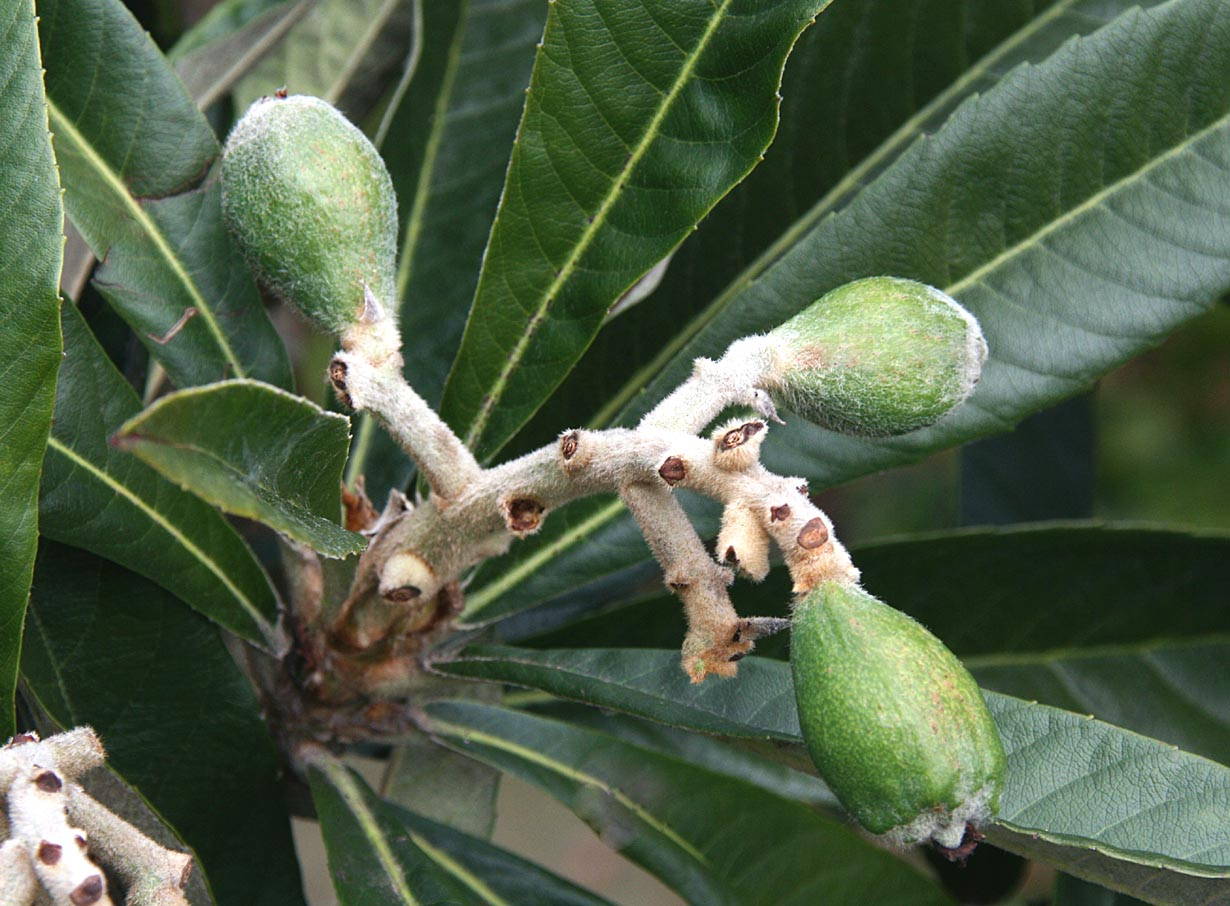
Éclaircissage à 3 fruits par main sur néflier du Japon.

### Le contrôle contra cyclique de la floraison et de la fructification
1. L'alternance est contrôlée grâce à des régulateurs de croissance (auxines, cytokinines, polyamines libres, gibbérellines et de son inhibiteur l'acide abscissique) produits par diverses partie de la plante, une pulvérisation de gibbérelline ou l'application de cytokine donnent de bons résultats chez le pommier[147],[16],[148],[149]. Très efficace chez le manguier et l'olivier leur emploi et leur dosage sont délicats. Chez le seul manguier, des pulvérisation d'acide humique et de bore réduisent la teneur en acide abscissique et limiteraient l'alternance[150]. Les effets de la gibbérelline sont contradictoires chez le pacanier, selon le dosage elle inhibe ou stimule l’induction florale chez Citrus  et chez le pêcher[151],[16],[152],[153]. Le paclobutrazol (PBZ) - autre antagoniste de la gibbérelline - réduit la croissance végétative (application en septembre, novembre chez le manguier), donne une floraison précoce, augmente le rendement et améliore la régularité et la qualité chez les manguiers et les pomelos[154]. L'application d'acide gibbérellique en septembre sur l'épine vinette (Berberis vulgaris L) diminue le nombre de fleurs et de fruits l'année suivante mais réduit la teneur en acides solubles / teneur en acide et en anthocyanes du jus de fruits (Iran, 2021)[155]. Une publication brésilienne (2019) note que la gibbérelline est sans effet sur le niveau de proline qui pourrait être impliquée dans l'induction florale des agrumes[156]. Les facteurs de transcription au (6-benzylaminopurine)  répriment de signal de la gibbérelline et agissent comme régulateur de floraison et du métabolisme des glucides chez le pommier Fuji (2019)[157].
2. En 2019, chez Citrus l'application foliaire d'urée est mentionnée dans une synthèse ainsi que dans le compte rendu d'essais en plein champs réalisés en Iran sur la mandarine Kinnow (l'application d'une solution à 1.5% d'urée en janvier donne la meilleure floraison fertile)[158],[159]. En 2020 l'application de mélanges d'urée+levures séches ou urée+benzyl adenine donnent de bons résultats en années off year sur le tangelo Minneola[160]. L'application sur la plupart des fruitiers méditerranéens du régulateur éthéphon, en juin des années on year, est préconisée lors des rencontres de Palerme en juin 2017[66]. Le CTIFL expérimente avec succès depuis 2017 un programme de fertilisation foliaire adapté aux années on et off chez le pommier alternant Jazz[161].
3. A noter chez le dattier l'intérêt d'un apport de bore les années off year et plus simplement encore (2020) la pulvérisation de sucre (tréhalose) sur le feuillage du cultivar Mazafati les années off year  qui augmente la floraison[162],[163].
4. « Une fumure régulière des vergers, accentuées les années de production abondante, peut à longue échéance atténuer l'alternance »[1]. Les biostimulants comme les extraits d'algues ont des effets plus discutable mais vérifiés chez le pommier[148]. L'azote agit comme un stimulant utile chez le pistachier, l'azote et la potasse chez le pacanier où le dosage optimal a été publié en 2020[16],[60].

La revue Plants a publié (2021) une étude détaillée sur le rôle essentiel de la potasse dans la pomiculture et la gestion de l'apport en potasse. On peut y lire :
« Un apport insuffisant en éléments nutritifs peut induire ou exacerber l'alternance du pommier. Actuellement, la méthode la plus courante pour la contrôler est l'éclaircissage des fleurs et des jeunes fruits. Le contrôle de la nouaison des bourgeons floraux implique de nombreux facteurs externes (lumière, température, humidité) et internes (rapport azote/carbone, équilibre hormonal). Le pomiculteur peut difficilement gérer une combinaison aussi complexe de facteurs pendant la saison de croissance et tout au long du cycle de vie des vergers. Le plus simple et le plus facile est de contrôler l'apport en potasse et la charge en fruits. Cette charge de culture détermine en grande partie le besoin en potasse dans la seconde moitié de la saison de croissance ».

### La perturbation de la synchronicité de l'alternance
Le phénomène d'alternance est simultané et largement étendu dans l'espace, comme démontré chez l'olivier en 2020, il convient de comprendre le mécanisme de synchronisation par approche statistique, puis de stimuler la dynamique de déphasage.
L'approche quantitative conduit 2 chercheurs (2020) à vérifier, chez la métapopulation des oliviers méditerranéens, sur longue durée et sur diverses échelles de surfaces la qualité de la synchronisation. Ces mesures amènent à éliminer les facteurs explicatifs exogènes (pollens, insectes, météo - même si statistiquement (2021) l'alternance est plus prononcée chez les taxons pollinisés par le vent que par les insectes). « Étant donné que les arbres s'adaptent à toutes les étapes de leur cycle, toute synchronisation persistante à long terme et à longue portée nécessite une transmission d'information (en anglais communication) [entre eux] homogène et très fréquente, sinon continue » concluent-ils.

#### La greffe d'approche.

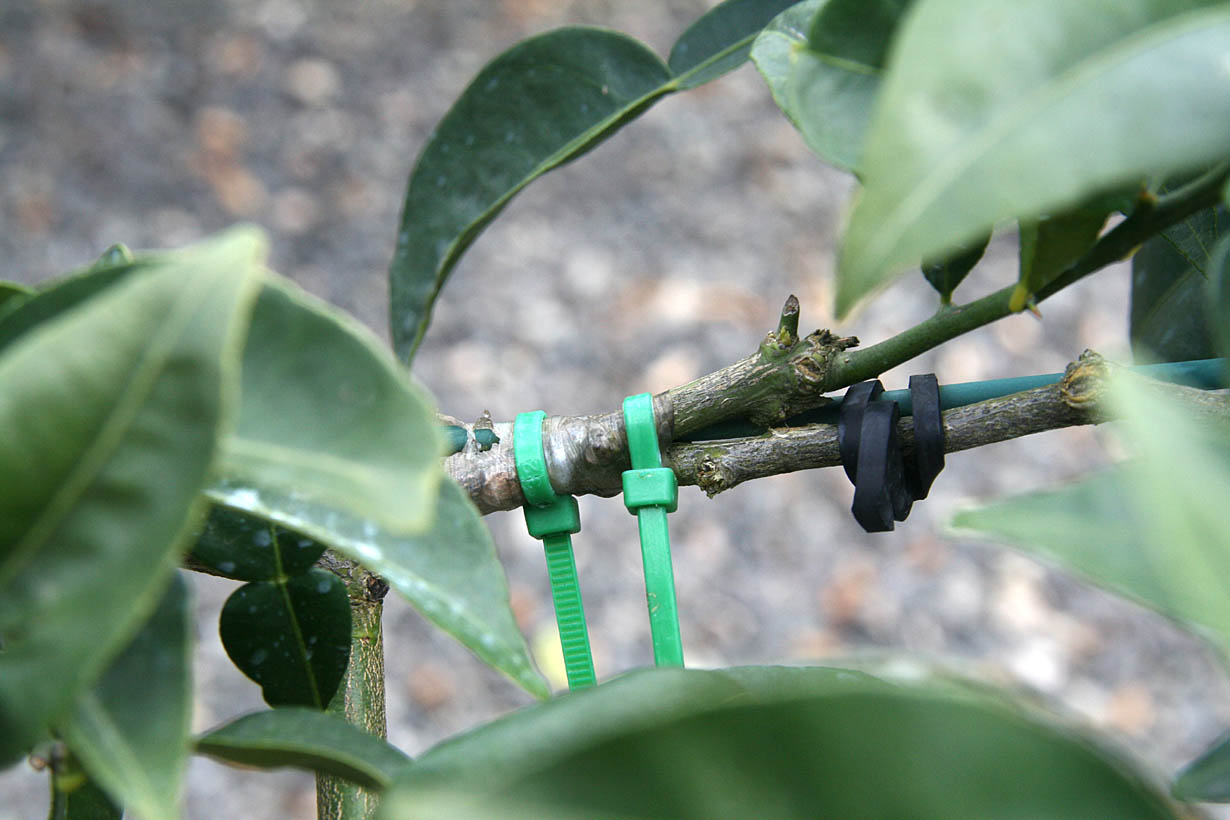
Greffe d'approche pour couplage 2 à 2 du yuzu.

L'objectif est de perturber de la dynamique de synchronisation en forçant une transmission directe de sève entre deux arbres, en vue d'obtenir une production constante du verger. La méthode consiste à greffer entre eux les arbres alternants par greffe d’approche, méthode qui était jadis utilisée sur poirier Conférence. Elle a donné lieu à une brillante démonstration théorique chez Citrus dans un article de la revue Nature (2017) sous le nom de couplage direct et limitée au couplage 2 à 2 des arbres d'un verger. Elle est en test chez la mandarine satsuma et le yuzu.

## Avancement de la recherche
Début 2019, sur les 59 publications académiques consacrées à l'alternance biennale depuis 2015, 17 traitent du pommier ou de cultivars de pommier, 7 de l'olivier, 6 des agrumes, 4 du pistachier, 2 du manguier, suivent les autres fruitiers.
En 2022, la modélisation du phénomène de synchronisation de l'alternance chez un pistachier a permis de valider un modèle d'oscillateurs chaotiques couplés par diffusion sur lesquels un principe d'uniformité et la corrélation spatiale confirment la mise à l'échelle de la loi de puissance 1/3 (ce modèle sort donc des modèles budget/ressource). Trois facteurs suffisent au modèle : le bruit commun, le couplage direct et le gradient de culture. Les auteurs n'en tirent aucune préconisation de culture mais un champ de recherche est ouvert sur tout ce qui peut perturber l'uniformité du verger.

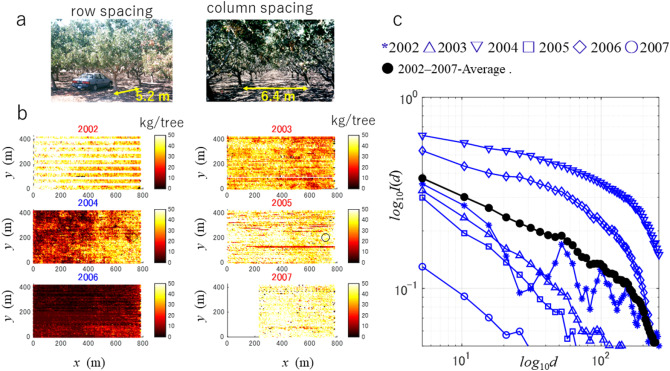
Corrélations spatiales du rendement et espacement des colonnes et des rangées d'un verger de pistachiers (2022).

La génétique est utilisée tant pour la sélection de cultivars que pour la compréhension des mécanismes.

### Régulation génétique de la floraison et de la fructification
Les prometteuses recherches actuelles avancent rapidement vers la description d'une petite population de gènes orthologues inducteurs ou répresseurs de la floraison, en priorité chez les espèces de grande culture sensibles. Les auteurs des publications sur le pommier (2020), le pacanier et l'olivier (2021) ont montré que la question n'est pas uniquement les régulateurs employés mais aussi le bon moment pour leur mise en œuvre, les mécanismes d'induction et répression étant contraints dans une chronologie réglée,. Pour le détail, voir le renvoi à la page de l'arbre concerné.
La capacité de floraison s'acquiert progressivement chez l'arbre jeune au niveau de l'expression des gènes FD-like et CsLFY (chez Citrus) ou orthologues, l'alternance touche uniquement l'arbre adulte par la répression de CiFT2.
- Chez les agrumes une description documentée de l'action d'une boite MADS est publiée en 2019 par une équipe espagnole. Le fruit provoque des « changements épigénétiques corrélés à l'induction du gène répresseur floral CcMADS19, qui limite l'activation du promoteur floral CiFT2 (Citrus Flowering Locus T2). En revanche, les nouvelles pousses déclenchant un scénario épigénétique opposé de répression de CcMADS19, et d'activation de CiFT2, l'année suivante »[82]. Ce mécanisme qui implique l'activation épigénétique du locus CcMADS19 (FLC orthologue), codant un répresseur floral a été étudié (2021) sur la mandarine Nadorcott, CcMADS19 est enrichi en marques répressives H3K27me3 dans les jeunes feuilles, et non dans les vieilles, il y a transmission du répresseur floral, les auteurs proposent que les signaux d'induction florale doivent être précédés par une mise en végétation des jeunes pousses afin qu'ils soient réinitialisés dans les nouvelles feuilles[171].

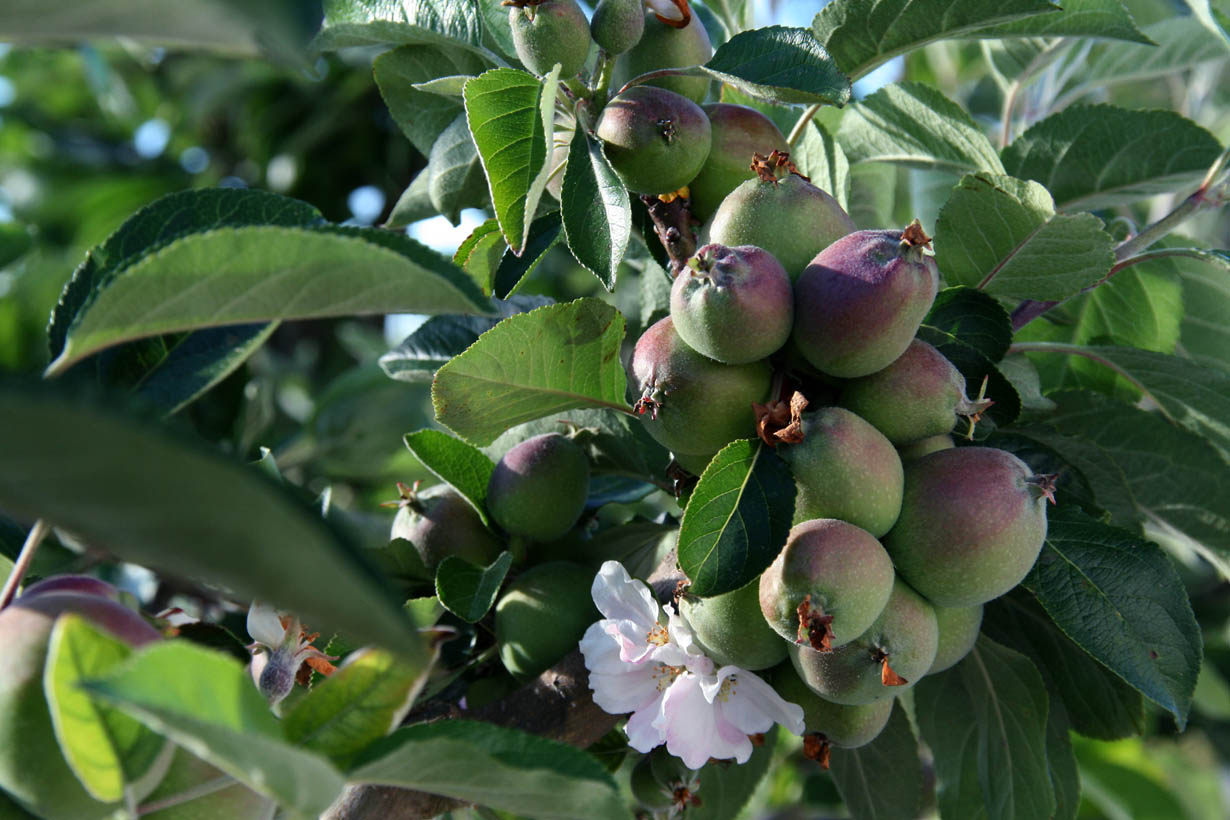
L'éclaircissage est indispensable à la régularité de la fructification chez le pommier (fruits spontanés en année on year).

- L'éclaircissage est indispensable à la régularité de la fructification chez le pommier (fruits spontanés en année on year).Chez le manguier une étude indienne (2020) inventorie 26 gènes régulateurs du métabolisme exprimés de manière significativement différentielle dans le cycle alternant tandis que c'est le cas d'un seul gène (gbGBVW01004309.1) lié à la floraison. L'alternance, le métabolisme des glucides et la synthèse hormonale sont régulés par 15 gènes exprimés différentiellement[172]. Une seconde publication indienne en identifie 29 qui sont listés dans la base de données en ligne des gènes de biennalité du manguier (MBGDB)[173],[174].
- Chez le pommier : La thèse de C.C.Gottschalk (Université du Michigan - 2020) est une étape décisive de la compréhension de l'induction florale du pommier. Le gènes promoteurs floraux, homologues de AGL24 / SVP, AP1, FT, LFY et SPL chez Arabidopsis sont exprimés ainsi qu'un homologue du répresseur floral MdTFL1 (gène qui a un rôle dans l'initiation florale avec MdGRF11 facteur de régulation de la croissance[175]) selon des chronologies et des mécanismes indépendant des cultivars étudiés. L'auteur confirme l'efficacité et les effets favorables sur la qualité du fruit de l'application d'une gibbérelline en année on year et sur le cultivar Honeycrisp dans le prolongement des travaux de Songwen Zhang et al. (2019)[176],[177].
- Chez le pommier encore, les auteurs d'une monographie collective (2022) notent que la parthénocarpie, la stérilité et l'alternance sont des phénomènes interconnectés. Les cultivars de pommiers parthénocarpiques réduisent l'alternance et par là les risques de stérilité. Le contrôle génétique de la parthénocarpie est recherche prometteuse[178].

- Les positions génomiques des QTL liés à l'alternance ont été cartographiées chez l'olivier (2013)[77]. L'état présent de la recherche par comparaison des profils transcriptomiques permet (2021) de décrire les gènes actifs dans la différenciation florale des bourgeons latéraux et le détail de leur fonctionnement (dont la surexpression en juillet les années off-year. Les auteurs notent l'existence d'orthologies (ABP19a-like liant l'auxine OE6A036310 codant une protéine de type germine qui suit le rythme circadien), a un orthologue chez Arabidopsis, tout comme l'inducteur d'auxine (OE6A020847 exprimé pendant la germination)[169]. Ils donnent un remarquable schéma chronologique et différencient 2 réseaux de gènes actifs.Floraison d'un olivier en année on year (2021)

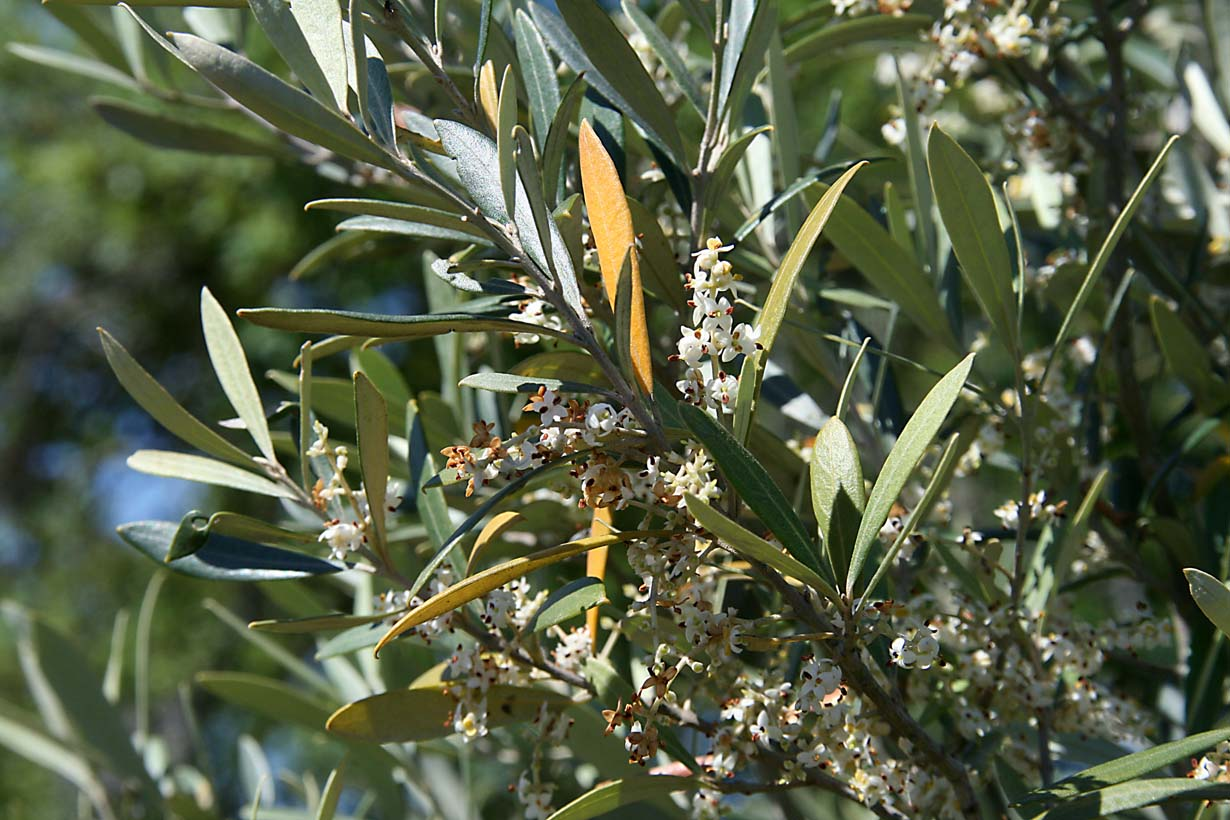
Floraison d'un olivier en année on year (2021)

- Chez le pistachier les changements dans l'expression des gènes agissant sur les voies nutritives (glucides et éléments minéraux) sont décrits et modélisés (2020) : une cascade d'événements impliquant le tréhalose-6-phosphate, la rapamycine, le complexe SnRK1, des hormones, des polyamines et des ERO se termine par l'abscission des bourgeons floraux par mort cellulaire programmée et l'autophagie. Cette étude constitue une belle avancée dans la génétique du métabolisme des sucres[179].
- Chez la pacanier, très sensible, la réaction des gènes de floraison feuillus (CpLFY), apetala1 (CpAP1) et le locus de floraison t (CpFT) qui induisent la floraison à l'application de régulateur de croissance a été mesurée (2021) et promet une possible régulation[168].

### Sélection assistée par marqueurs
Cette méthode de sélection qui permet d’identifier des QTL liés à une alternance réduite est utilisée chez le pommier et le noyer du Queensland.

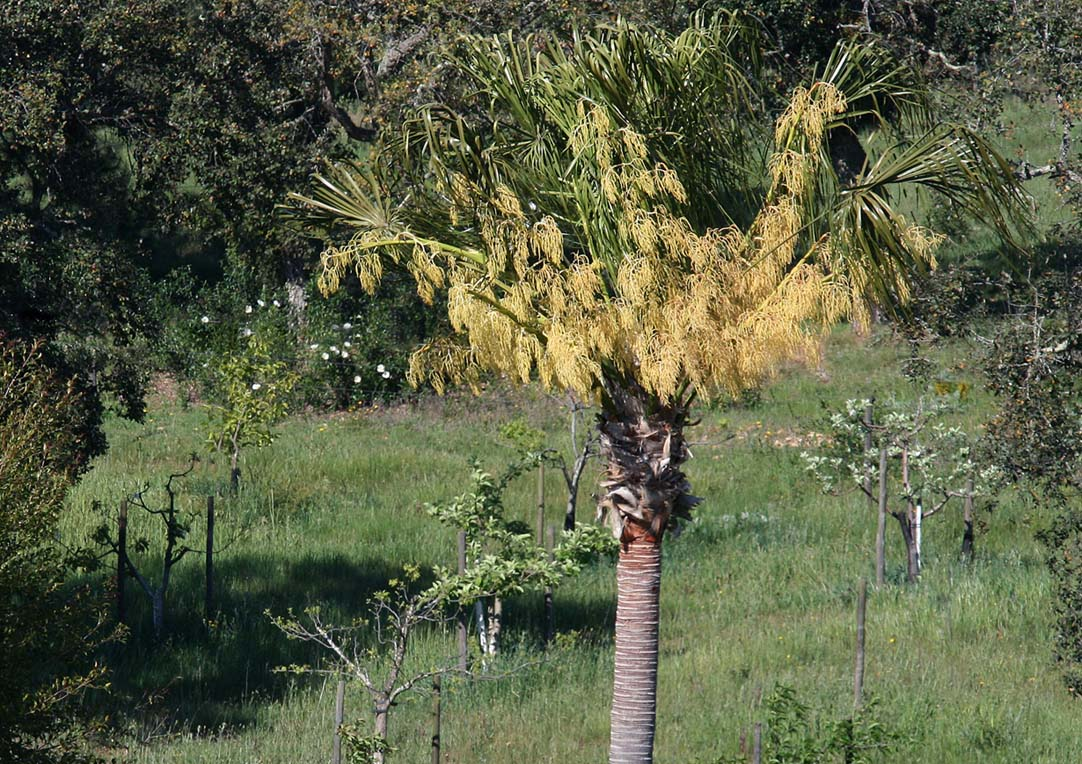
Les palmiers sont sensibles à l'alternance biennale: ici Livistona australis en 2021

### Analyse dutranscriptome
Les micro ARN jouent un rôle dans la fructification et l'alternance biennale, comme décrit chez l'olivier, en plus du grand nombre de génes intervenant dans le processus de fructification (299 chez le pacanier), l'analyse de transcriptome est la méthode suivie pour produire des informations nouvelles,,, dont le puzzle et aussi la chronologie constituent l'enjeu de la recherche actuelle.
- Les recherches sur la méthylation de l'ADN chez le pommier Fuji montrent que l'alternance biennale se caractérise par des hyper et des hypo-méthylations des régions différentiellement méthylées qui sont également enrichies en hormones et agents actifs sur la métabolisme de l'amidon et du saccharose, ce qui affecte directement la floraison. La méthylation est inversement proportionnelle à l'expression des gènes inducteurs de floraison[185]. Un mécanisme de régulation épigénétique influençant la formation des boutons floraux est confirmé par une publication chinoise (2019)[186].
- Le métabolisme des sucres décrit chez le théier concerne diverse familles de gènes associés à l'autophagie (ATG5, ATG9, ATG12, ATG18), au transport du saccharose (SUT1, SUT2, SUT4), des acides aminés perméables (AAP6, AAP7, AAP8, etc. significativement régulés par les feuilles pendant la floraison et fortement modulés par l'élimination des boutons floraux[187].
- L'activation des cytokinines (phytohormones stimulant la phase initiale du développement) est régulée par un petit nombre de gènes, parmi lesquels l'activité de LONELY GUY (LOG) est spécialement élevée au cours de la croissance précoce des fruits du pêcher[188].

## Alternance biennale et évolution
L'irrégularité de fructification que la domestication des fruitiers tend à réduire ou supprimer constitue-t-elle un avantage adaptatif dans le milieu sauvage ?
Cette idée est évoquée en 1998 dans la conclusion d'une mesure du stockage des glucides chez le pistachier. En 2011 une équipe néerladaise confirme par approche statistique l'idée que les années à fructification faible ou nulle portent atteinte aux populations de prédateurs du fruit chez Shorea leprosula, fruitier sauvage à fructification épisodique. Reste que les prédateurs sont aussi ceux qui disséminent les graines, avantage adaptatif observé chez de nombreux fruitiers domestiqués.

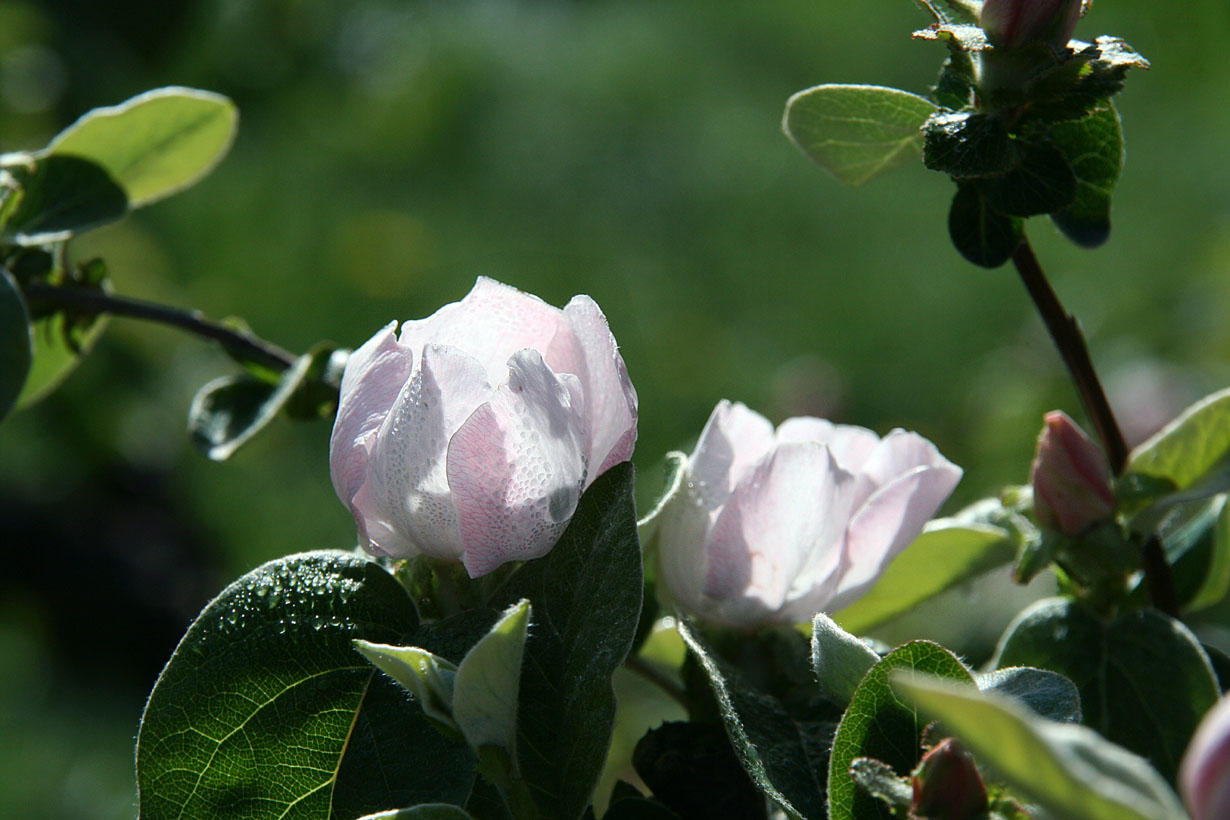
Le cognassier alterne faiblement. Porte-greffe du poirier, il réduit l'alternance de certains cultivars.

Dans une vaste synthèse (2016) sur ce sujet les auteurs concluent que l'avantage adaptatif ne constitue pas à lui seul un facteur explicatif mais doit être combiné à un ensemble de facteurs qui restent à quantifier.

### chez le manguier
- 2 ans d'expérimentation (éclaircissage et taille) de régulation florale sur des jeunes manguiers en Inde
- Mango Bienniality gene database, Base de donnée en ligne des gènes de biennalité du manguier (MBGDB)
- Synthèse des méthodes de lutte anti-alternance et comparaison entre Inde du nord et du Sud (2020)